# Castelo de Broomhall

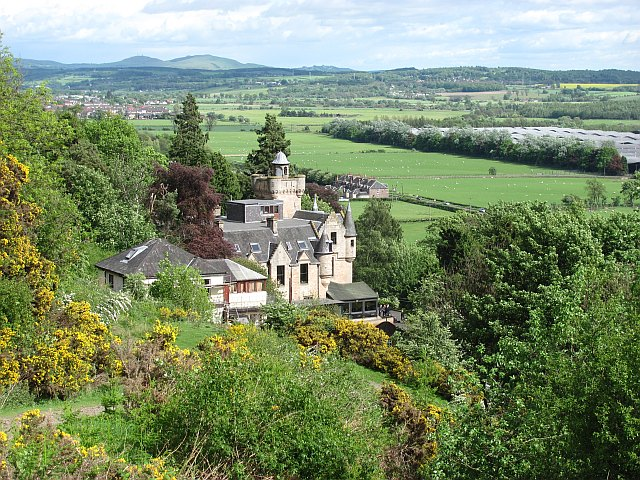
Castelo de Broomhall

O Castelo de Broomhall foi originalmente construído em 1874 por John Foukes e Frances Mackison para James Johnstone. Ele situa-se em Menstrie, Clackmannanshire, na Escócia, nas colinas de Ochil, e consiste em três andares e uma torre.
Em 2003 foi adquirido pelos actuais proprietários, que o transformaram num pequeno hotel. Actualmente encontra-se em uso como um hotel de 16 quartos, com restaurante e lounge.